# Amanuensis
Amanuensis (af latinsk manus, hånd) er i Danmark normalt en stillingsbetegnelse, som bruges når en færdiguddannet kandidat bliver ansat i en midlertidig stilling som underviser pga. et ekstraordinært behov.  Stillingen oprettes for en treårig periode, og en person kan højst være ansat som amanuensis ved samme institution i tre år.
Det bruges også som en stillingsbetegnelse for en læge, der er ansat som medhjælper hos en praktiserende læge.
Historisk blev betegnelsen først brugt hos romerne, navnlig efter Augustus' tid, som navnet på de slaver, man i fornemme huse benyttede til videnskabelige og lærde beskæftigelser, til afskrivning, til diktat, forelæsning osv. (a manu servi). Også fribårne beklædte ofte sådanne poster.